# Bataille de Baesweiler
La bataille de Baesweiler vit s'affronter les troupes du duché de Brabant et du duché de Luxembourg à celles du duché de Juliers le 22 août 1371. Les troupes brabançonnes et luxembourgeoises furent défaites et le duc Venceslas Ier fut fait prisonnier. 

## Contexte
À l'époque de la bataille, la Guerre de Cent Ans ravageait une grande partie de l'Europe. Aussi, d'importantes bandes de mercenaires parcouraient la région entre le Rhin et la Meuse, rendant le pays peu sûr. En 1367 et en 1369 déjà, des attaques contre des intérêts commerciaux du Brabant sur le territoire du duc de Juliers avaient failli provoquer une guerre. En 1371, après que des mercenaires français eurent attaqué et dépouillé des marchands brabançons dans le duché de Juliers, le duc Guillaume de Juliers non seulement refusa de payer des indemnités de réparation à Venceslas Ier de Luxembourg, duc de Brabant, mari de la duchesse de Brabant, mais en plus il refusa aussi de punir ces mercenaires coupables des méfaits, les protégea et prit même à son service certains d'entre eux. 
Venceslas leva donc une armée et marcha sur le duché de Juliers. C'était sans compter sur l'appel de Guillaume de Juliers (qui avait épousé en 1362 Marie de Gueldre), à son beau-frère Édouard, duc de Gueldre.

## L'affrontement
Le 20 août, Wenceslas conduisit son armée de la ville frontalière de Maastricht vers la capitale ennemie de Juliers. L'armée brabançonne s'avança lentement, brûlant et pillant les campagnes sur son passage. Elle campa le soir du 21 août près de la ville de Baesweiler, au nord d'Aix-la-Chapelle. Le 22 août, l'armée de Wenceslas fut mise en présence des forces armées du duc de Juliers, pourtant inférieures en nombre. Deux versions différentes relatent le déroulement des événements. Dans l'une, l'armée de Juliers attaqua au matin alors que les forces du duc de Brabant assistaient à la Sainte Messe. Dans l'autre version, l'armée de Brabant allait emporter la bataille, jusqu'à l'arrivée des troupes du duc de Gueldre, peut-être postées en embuscade. La bataille se termina par la capture du duc de Brabant et de Guillaume, margrave de Namur, et la mort du duc de Gueldre. Guy Ier de Luxembourg, comte de Ligny, fut également tué au combat.
La bataille est retracée dans les Brabantsche Yeesten (les Gestes de Brabant), aux chapitres LII à LIV, une chronique rimée écrite par Jan van Boendale, secrétaire de la ville d'Anvers et mort semble-t-il en 1351, soit bien avant la bataille, chronique qui fut continuée un siècle plus tard par un auteur inconnu. Cette chronique mentionne, comme victimes les plus notables de cette mémorable bataille, le duc Édouard I de Gueldre, Gérard Rolibuc (Gerit Rollebuyc), Henri de Cuyck, Jan de Releghem ou Redelghem qui était l'amman de Bruxelles et Guy de Luxembourg - Ligny. Wenceslas lui-même fut capturé et ne fut libéré qu'après onze mois de détention, grâce à l'intervention de son frère Charles, empereur du Saint-Empire, qui fit pression sur le duc de Juliers et contre paiement d'une importante rançon.

## Intérêt historique de la bataille
Cette désastreuse bataille pour les armées brabançonnes présente un intérêt historique marqué. En effet, dans les années qui suivirent la bataille, le duc Venceslas paya à ses compagnons d'armes - ou à leurs héritiers pour ceux qui moururent au combat - , d'importantes indemnités de dédommagement. Des documents et des quittances ont été conservés et permettent de dresser un tableau assez précis de forces qui composaient l'armée brabançonne, avec ses éléments luxembourgeois, brabançons, limbourgeois, anversois, mais aussi ses auxiliaires flamands, namurois, liégeois outre les troupes étrangères venues de France ou de principautés germaniques. C'est le mérite de Jean-Théodore de Raadt d'avoir publié ces archives dans les Annales de la Société royale d'archéologie de Bruxelles (voyez ci-dessous les références données) ainsi qu'il le dit dans les premières pages de son étude. Tous ces documents présentent également un grand intérêt pour la prosopographie des Lignages de Bruxelles ou de la chevalerie brabançonne de l'époque.